# Stemmeretskvinder
Stemmeretskvinder er en dansk stumfilm fra 1913, instrueret af Lauritz Olsen og produceret af Nordisk Film Kompagni. Filmen havde de supplerende danske titler Foreningen mod Mandfolk og Suffragetter.

## Handling
| „ | At udrydde Mandfolk og anden unødig Luksus.. | “ |
|   | — Nordisk Film programtekst                  |   |

Miss Hambers har kort hår og iført mandfolkeflip og spartansk klædedragt – hun er nemlig  formand for "Foreningen af ligesindede Kvinder". Men en dag får hun brev fra Elise, en af foreningens medlemmer. Hun har bedrøveligt nok giftet sig og agter derfor at melde sig ud af foreningen. Miss Hambers iler af sted til kvinden for at hjælpe hende ud af den ulykkelige omstændighed. Hun finder hende i et nydeligt hjem, med alskens luksus – tæpper, magelige møbler, billeder, osv. Miss Hambers beordrer kvinden til straks at få smidt at alt dette stads på pulterkammeret. En værdig kvinde skal ikke leve som en haremsdame! I løbet af kort tid er det fine hjem forvandlet til et spartansk hjem med fire nøgne vægge og et par hårde træmøbler. Manden bliver meget overrasket da han senere kommer hjem, men lidte hjælper det at prøve at overtale hans kone til at få de gamle møbler tilbage: konen har bestemt sig. Han kommer da snarrådigt i tanke om at selv den mest "hvad-vi-vil-kvinde" dog inderst inde er Kvinde – så selv den hårde Miss Hambers må kunne blive forelsket i en Mand og hans kone blive skinsyg. Han lader da Miss Hambers hente og begynder at charmerer hende som hurtigt bliver bedåret da han forestiller interesse for hendes arbejde og ideer. Men som et snedigt trick har han svært sin kind til med sort tusch og da Miss Hambers kælent ligger sit ansigt til hans kind smitter det af på hende. I samme øjeblik træder Elise ind i værelset, men går øjeblikkeligt fornæret igen da hun ser Miss Hambers sorte ansigt og kan se hun har været nærgående med sin mand.
Miss Hambers er imidlertid åbenhjertigt forelsket i dette eksemplar af "skabningens herre" som hun ellers altid har foragtet – men nu må hun bøje sig for hende. Hun må knæle for ham, men i det samme træder Elise ind og manden rejser sig smilende mens han peger på den knælende dame. Elise kaster sig da om hans hals: hun er helbredt!

## Medvirkende
| Skuespiller             | Rolle                |
| ----------------------- | -------------------- |
| Ella Greger             |                      |
| Hilda Christiansen      |                      |
| Henry Seemann           | Mr. Handon, arkitekt |
| Clara Wieth Pontoppidan |                      |